# Constanza Hernández
Jeannie Constanza Hernández Vargas (Bogotá, 23 de abril de 1987) es una actriz de teatro, cine y televisión de Colombia. La cual se dio a conocer por su personaje de Helena en la obra de teatro Gorda, del Teatro Nacional

## Filmografía

### Televisión
| Año  | Título                              | Personaje                  | Canal              |
| ---- | ----------------------------------- | -------------------------- | ------------------ |
| 2022 | Pasión de gavilanes                 | Francisca ‘Panchita’ López | Telemundo          |
| 2021 | La negociadora                      | Rosa Acosta                | Claro Vídeo        |
| 2015 | Tiro de gracia                      | Graciela                   | Caracol Televisión |
| 2015 | Metástasis                          | Francisca                  | UniMás             |
| 2014 | Fugitivos                           | Maribel Pardo              | Caracol Televisión |
| 2014 | La selección                        | Nury Pacheco               | Caracol Televisión |
| 2013 | Mentiras perfectas                  | Liliana                    | Caracol Televisión |
| 2013 | Mujeres al límite                   | Daniela                    | Caracol Televisión |
| 2013 | Chica vampiro                       | Noelia                     | Canal RCN          |
| 2013 | Amo de casa                         | Ximena                     | Canal RCN          |
| 2010 | A corazón abierto                   | Amelia Vega                | Canal RCN          |
| 2010 | La Teacher de inglés                | Lucila Peinado             | Caracol Televisión |
| 2010 | Los caballeros las prefieren brutas | Invitada                   | Caracol Televisión |
| 2010 | Tu voz estéreo                      | Protagónico                | Caracol Televisión |

### Cine
- Lokillo en: Mi otra yo (2021)[3]

### Teatro
- La gorda (2009-2010) - Helena (Protagonista) - Teatro Nacional La Castellana

## Premios y nominaciones

### Premios TVyNovelas
| Año  | Categoría                     | Telenovela o serie   | Resultado |
| ---- | ----------------------------- | -------------------- | --------- |
| 2012 | Mejor actriz/actor revelación | La Teacher de inglés | Nominada  |